# Steve King
För skräckförfattaren, se Stephen King

Steven Arnold "Steve" King, född 28 maj 1949 i Storm Lake, Iowa, är en amerikansk republikansk politiker. Han representerade delstaten Iowas fjärde distrikt i USA:s representanthus från 2013 till 2021. Tidigare representerade han Iowas femte distrikt från 2003 till 2013, tills valkretsen lades ned.
King studerade vid Northwest Missouri State University. Han startade 1975 företaget King Construction Company. Han var ledamot av delstatens senat 1996-2002.
Steve King förutspådde inför presidentvalet i USA 2008 att Barack Obamas seger skulle få al-Qaida-anhängarna att dansa på gatorna bland annat på grund av att Obamas andra förnamn är Hussein. King var av den åsikten att Obama inte borde ha använt sitt andra förnamn när han svor ämbetseden den 20 januari 2009.

## Kontroverser
I januari 2019 frågade King i en New York Times intervju, "Vit nationalist, vit makt, västerländska civilisationen — hur blev det språket offensivt?" Han fördömdes därefter av många republikanska medlemmar i kongressen. Den republikanska styrkommittén tog bort King från alla kommitté uppdrag i representanthuset. King sade att New York Times missförstod hans kommentarer, och att han inte ifrågasatte varför "vit nationalist" och "vit makt" var offensiva termer.